# Pallacanestro Cantù
Pallacanestro Cantù ist ein italienischer Basketballverein aus Cantù in der Lombardei, der national und international zahlreiche Titel gewann.

## Geschichte
Besonders Ende der 1970er- und Anfang der 1980er-Jahre gehörte er zu den erfolgreichsten Basketballvereinen Europas. So gewann der Verein 1982 und 1983 den Europapokal der Landesmeister. Außerdem gelang es Cantù, den Europapokal der Pokalsieger viermal zu gewinnen, ohne jemals einen italienischen Pokalwettbewerb für sich entschieden zu haben, da ein solcher zwischen 1975 und 1983 nicht ausgespielt wurde.
Außer in den Jahren 1994 bis 1996 spielt der Verein seit 1954 in der höchsten italienischen Spielklasse.

## Halle
Heimspiele trägt Pallacanestro Cantù, dessen Vereinsfarben Blau und Weiß sind im Pala Desio in Desio mit 6.700 Plätzen aus.

## Sponsorennamen
| - Milenka (1954–55) - Oransoda (1956–58) - Fonte Levissima (1958–65) - Oransoda (1965–69) - Forst (1970–77) - Gabetti (1977–80) | - Squibb (1980–82) - Ford (1982–83) - Jollycolombani (1983–85) - Arexons (1985–87) - Vismara (1987–90) - Shampoo Clear (1990–94) | - Polti (1994–99) - Canturina (1999–2000) - Poliform (2000–01) - Oregon Scientific (2001–04) - Vertical Vision (2004–06) - Tisettanta (2006–08) | - NGC (2008–10) - Bennet (2010–12) - Chebolletta (national), Mapooro (international; 2012–2013) - Lenovo (national), Mapooro (international, Supercup; 2013) - Acqua Vitasnella (national), FoxTown (international; jeweils 2013–2016) - Red October (2016–2018) | - Acqua S. Bernardo (2018–2019) - Acqua S. Bernardo–Cinelandia (2019–) |

## Erfolge
- Italienischer Meister (3): 1968, 1975, 1981
- Italienischer Supercup (1): 2003
- Europapokal der Landesmeister (2): 1982, 1983
- Europapokal der Pokalsieger (4): 1977, 1978, 1979, 1981
- Korać-Cup (4): 1973, 1974, 1975, 1991
- Intercontinental Cup (2): 1975, 1982

## Bedeutende ehemalige Spieler

### Zurückgezogene Trikotnummern
- Pierluigi Marzorati (Nr. 14; 1969–1991 im Verein, Trikotnummer anschließend zurückgezogen)
- Enrico Ravaglia (Nr. 6; 1999 im Verein; Trikotnummer nach seinem Tod zurückgezogen)

### Sonstige Spieler
| - Carlo Recalcati (1962–1979) - Fabrizio Della Fiori (1970–1979) - Antonello Riva (1977–1989, 1998–2002) - Renzo Bariviera (1978–1983) - Giuseppe Bosa (1980–1995) - Jeff Turner (1987–1989) - Pace Mannion (1989–1993) | - Thurl Bailey (1995–1997) - Walter Berry (1997–1998) - Phillip Jones (2002, 2004–2007) - Sofoklis Schortsanitis (2003–2004) - Rimantas Kaukėnas (2004–2005) - Goran Jurak (2005–2006) - Jerry Green (2009–2010) |